# Поречка река
Поречка река или само Поречка е малка река в Източна Сърбия, в района на Железни врата. Басейна на Поречка обхваща площ от 1830 km ³, спадайки към Черноморския отточна област. Реката е неплавателна.

## Съставни притоци, селища, устие
Дължината ѝ с по-дългия от двата съставоборазуващи я притока (Сашка и Църняка) е 50 км. При село Милошева кула двата ѝ съставобразуващи притока се съединяват и реката в следващите до Дунав 23 км е известна под името Поречка.
Притока ѝ Църняка извира от планината Дели Йован, навлизайки в долината между планините Дели Йован от изток и Велики и Мали Кръш от запад.
Реката Сашка извира от планината Лишковац, преминавайки между планините Велики Гребен от изток и Лишковац от запад и покрай най-старата медна мина в Европа – рудник Рупци.
Основните селища на реката са селата Клокочевац, Тополница и Мосна, както и малкия град Долни Милановац (известен през средновековието с непосръбченото си българско име Пореч). Поречка се влива в Дунав в близост до Джердапския пролом. След изграждането на огромния хидроенергиен комплекс Железни врата на Дунава, реката се влива в язовир Джердап, образувайки в края си малък залив на язовира.